# PKE Vorsorgestiftung Energie
Die PKE Vorsorgestiftung Energie mit Sitz in Zürich ist eine Schweizer Vorsorgeeinrichtung. Sie versichert das Personal der ihr angeschlossenen Unternehmen mit obligatorischen und überobligatorischen Leistungen im Beitragsprimat im Rahmen der 2. Säule. Die vorgenannte Stiftung entstand im Jahr 2000 als Ergänzung zur 1922 gegründeten PKE Pensionskasse Energie Genossenschaft. Ihr waren per Ende 2024 gesamthaft 212 Unternehmen, hauptsächlich aus der Energiewirtschaft, mit etwa 19.800 Aktivversicherten sowie rund 9.000 Rentnern angeschlossen. Die verwalteten Vermögen beliefen sich auf 12,0 Milliarden Schweizer Franken.

## Sammelstiftung
Von 2000 bis 2014 war die PKE eine Gemeinschaftsstiftung. Am 1. Januar 2015 hat sie sich zu einer Sammelstiftung geöffnet. Damit ist der Eintritt für neue Unternehmen leichter. Ein vollständiger Einkauf in die Wertschwankungsreserve der PKE ist nicht mehr zwingend und kann auch nur teilweise erfolgen. In diesem Fall bildet das neueintretende Unternehmen ein eigenes Vorsorgewerk. Diese einzelnen Vorsorgewerke haben einen eigenen Deckungsgrad und werden getrennt von den Unternehmen geführt, die sich voll eingekauft haben.

## Rechtsgrundlagen
Die gesetzlichen Grundlagen bilden das Bundesgesetz über die berufliche Alters-, Hinterlassenen- und Invalidenvorsorge, das Bundesgesetz über die Freizügigkeit in der beruflichen Alters-, Hinterlassenen- und Invalidenvorsorge sowie die dazugehörigen Verordnungen. Zu den Rechtsgrundlagen zählt zudem das Vorsorgereglement.

## Organisation
Die Organe setzen sich zusammen aus dem Stiftungsrat und aus zwei Ausschüssen. Als aussen stehende Organe kommen die Revisionsstelle und der Experte für berufliche Vorsorge hinzu. Aufsichtsbehörde ist das Amt für berufliche Vorsorge und Stiftungen des Kantons Zürich BVS.

### Stiftungsrat
Der Stiftungsrat ist das oberste Organ. Er setzt sich paritätisch aus je sechs Arbeitnehmer- und Arbeitgebervertretern zusammen und wird jeweils auf drei Jahre gewählt. Präsident des Stiftungsrates ist Christophe Grandjean, Arbeitgebervertreter. Vizepräsident ist Luca Baroni als Vertreter der Arbeitnehmer. Zu den wichtigsten Aufgaben des Stiftungsrats zählen:
- Festlegung des Unternehmensleitbildes und der Grundstrategie
- Festlegung der Organisation, insbesondere Erlass und Abänderung von Reglementen
- Festlegung der Ziele und Grundsätze sowie Regelung der Durchführung und Überwachung der Vermögensanlage (Anlagestrategie, Anlagepolitik, Anlagerichtlinien)
- Festlegung der Ziele und Grundsätze des Versicherungsbereichs (Versicherungsstrategie, Versicherungspolitik)
- Festsetzung der versicherungstechnischen Grundsätze, einschliesslich des technischen Zinssatzes, nach Anhörung des Experten für berufliche Vorsorge, sowie der Zinssätze für alle Versicherungspläne
- Ernennung und Abberufung der Mitglieder der Geschäftsleitung sowie Wahl von Kontrollstelle und externen Experten

### Ausschüsse
Die PKE Vorsorgestiftung Energie verfügt über zwei paritätisch aus Arbeitgeber- und Arbeitnehmervertretern des Stiftungsrats zusammengesetzte Ausschüsse, die Anlagekommission und der Personalausschuss. Die Aufgaben der Ausschüsse sind in entsprechenden Reglementen festgehalten.

### Revisionsstelle / Experte für berufliche Vorsorge
Die Revisionsstelle und der Experte für die berufliche Vorsorge nehmen ihre Aufgaben gemäss Art. 53 BVG respektive Art. 33 ff BVV2 wahr.